# Marena Bencomo
Marena Josefina Bencomo Giménez (Valencia, 15 aprile 1974) è una modella venezuelana, eletta Miss Venezuela 1996.
Marena Bencomo ha vinto il concorso di bellezza nazionale Miss Venezuela in qualità di vincitrice del titolo di Miss Carabobo ed ha ottenuto la possibilità di rappresentare il Venezuela a Miss Universo 1997. Il 16 maggio 1997, la Bencomo si è classificata seconda classificata a Miss Universo, dietro soltanto alla vincitrice, la statunitense Brook Lee.